# Grzegorz Suchodolski

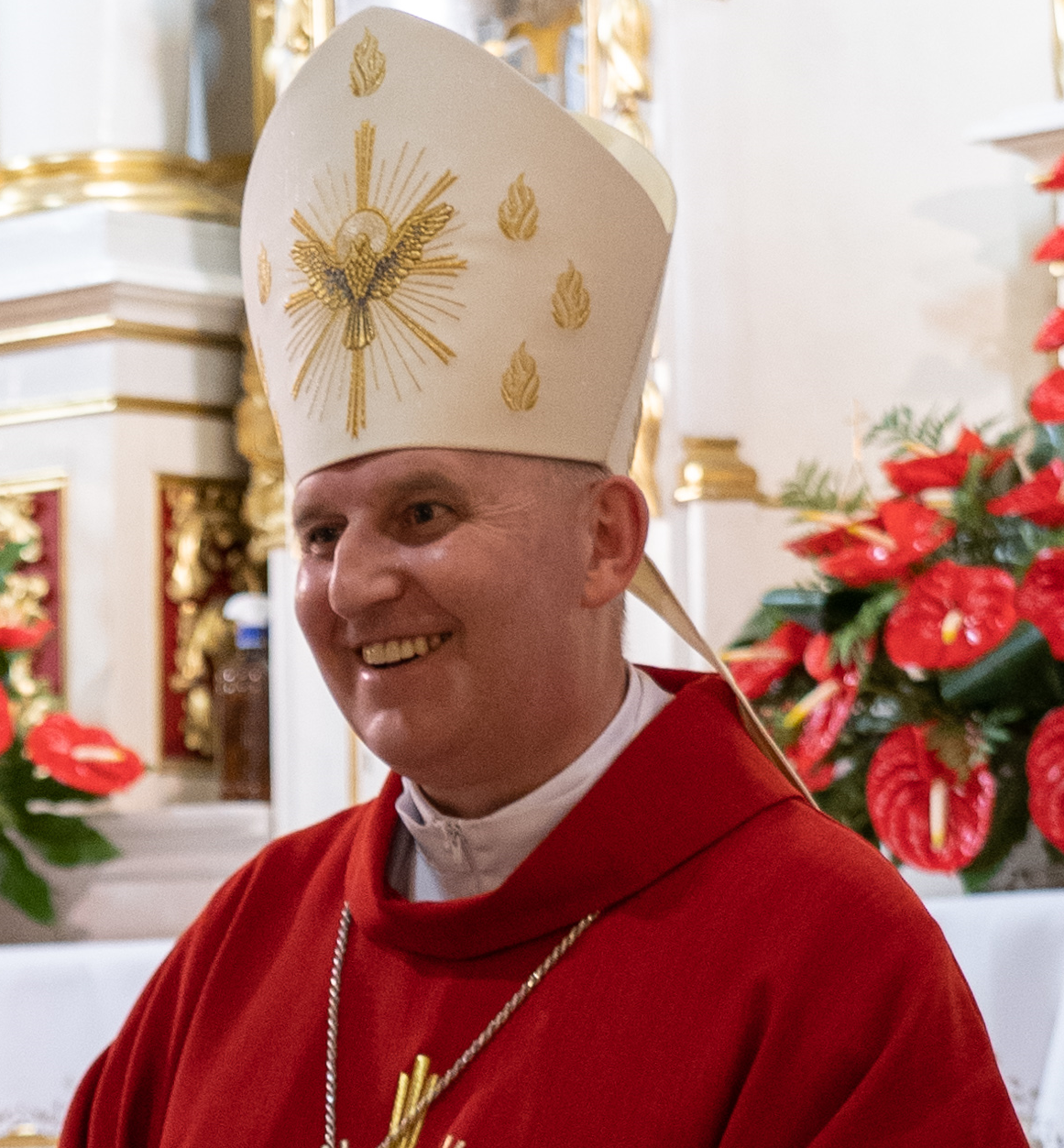
Grzegorz Suchodolski, 2021

Bischofswappen von Grzegorz Suchodolski

Grzegorz Suchodolski (* 10. November 1963 in Łuków) ist ein polnischer römisch-katholischer Geistlicher und Weihbischof in Siedlce.

## Leben
Grzegorz Suchodolski trat nach dem Abitur in das Priesterseminar ein und empfing am 11. Juni 1988 durch Bischof Jan Mazur das Sakrament der Priesterweihe für das Bistum Siedlce.
Nach der Priesterweihe war er bis 1990 Kaplan in Łosice und studierte anschließend in Rom an der Päpstlichen Universität Gregoriana und anschließend am Angelicum, an dem er 1996 das Lizenziat in Katholischer Soziallehre erwarb. Nach der Rückkehr in sein Heimatbistum war er bis 2006 Diözesandirektor für die Hochschulseelsorge und bis 2016 Direktor des nationalen Amtes für die Weltjugendtage. Von 2006 bis 2010 war er zusätzlich Pfarrer in Kopcie. Seit 2016 war er Dompfarrer an der Kathedrale von Siedlce. Darüber hinaus gehört er dem Konsultorenkollegium, dem Priesterrat und dem Domkapitel des Bistums Siedlce an.
Papst Franziskus ernannte ihn am 16. April 2020 zum Titularbischof von Mesarfelta und zum Weihbischof in Siedlce. Der Bischof von Siedlce, Kazimierz Gurda, spendete ihm am 1. Juni desselben Jahres die Bischofsweihe. Mitkonsekratoren waren der Apostolische Nuntius in Polen, Erzbischof Salvatore Pennacchio, und der Bischof von Radom, Henryk Tomasik. Sein Wahlspruch lautet Iesum Christum praedicare (deutsch: Jesus Christus verkündigen).